# Nova vas nad Dragonjo
Nova vas nad Dragonjo este o localitate din comuna Piran, Slovenia, cu o populație de 221 de locuitori.